# 호텔 우크라이나 (모스크바)
호텔 우크라이나(러시아어: Гостиница «Украина»)는 러시아 모스크바 중심에 있는 호화 호텔이다. 모스크바강 연안에 있다.
호텔은 이오시프 스탈린이 의뢰하였으며, 아르카디 모르드비노프와 이바체슬라프 올타르제프스키가 설계했다.